# Gisela (voornaam)
Gisela is een vrouwelijke voornaam van Germaanse oorsprong.

## Verklaring
De naam komt voort uit het Oudhoogduitse woord gisal, dat "gijzelaar", "krijgsgevangene", "onderpand" en "kind van edele afkomst" betekent. Dit houdt verband met het feit dat doorgaans vooral kinderen van hogere komaf werden gegijzeld. Er zou ook verwantschap kunnen zijn met het Germaanse woord gaiza ("speer") of met een verkleinvorm daarvan, gisil, dat "pijl" betekent.
Van recenter datum is de betekenis "belofte". De naam Gisela nam in de negentiende eeuw weer aan populariteit toe, onder meer onder invloed van het balletstuk Gisèlle (1841) van de Franse componist Adolphe Charles Adam (1803-1856) en van de roman Reichsgräfin Gisela (1869) van de Duitse schrijfster E. Marlitt (1825-1887).
Een mannelijke vorm van Gisela is Gisle, een naam die men terugvindt in bijvoorbeeld Gislaved, een plaats en gemeente in Zweden.
In andere talen:
- Duits: Gisela, Giselberta
- Frans: Gisèle, Giselle
- Hongaars: Gizella
- Italiaans: Gisella
- Pools: Gizela
- Portugees: Gisela
- Sloveens: Gizela
- Tsjechisch: Gizela

## Bekende naamdraagsters
- Gisela van Beieren (985-1060), dochter van Hendrik II van Beieren
- Gisela van Zwaben (995-1043, de vrouw van Koenraad II de Saliër
- Gisela Louise Marie van Oostenrijk (1856-1932), dochter van keizer Frans Jozef I van Oostenrijk
- Gisela Mauermayer (1913-1995), Duitse atlete
- Gisela (1979), Spaanse zangeres
- Gisele Bündchen (1980), Braziliaans supermodel
- Gisela Dulko (1985), Argentijnse tennisspeelster